# 浸炭

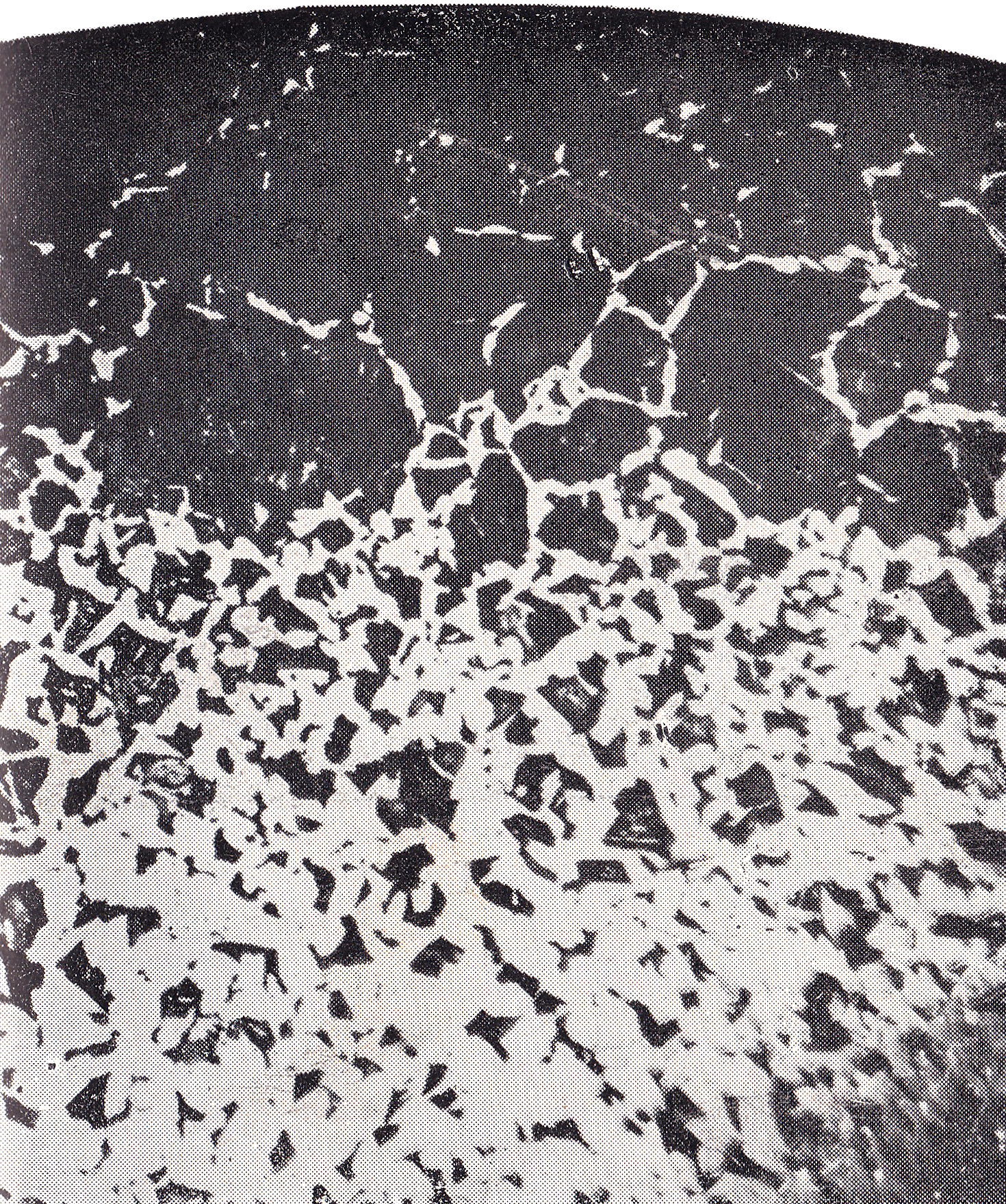
浸炭された低炭素鋼の断面。表面寄り（図上側）にある黒い部分が浸炭できたパーライトで、内部寄り（図下側）にある白い部分がフェライト。

浸炭（しんたん、滲炭とも、英語：carburizing）とは、金属（特に低炭素鋼）の加工において、表面層の硬化を目的として炭素を添加する処理のことである。主に耐摩耗性を向上させるために行われる。
浸炭は素材を硬化させるための準備であり、硬化そのものは焼入れ・焼戻しにより行う。浸炭された金属は表層の炭素量のみが多い状態となる。焼入れに伴う硬化の程度は炭素量に強く依存するため、この状態で焼入れを行うと、内部は柔軟な構造を保ったまま、表面のみを硬化させることができる。従って耐摩耗性と靭性を両立させることが可能である。また浸炭後の後処理によって表面層と内部の間に応力が生じ、これが割れ（き裂や破壊）に対する抵抗性を与える。主に重機や機械部品などに行われる。

## 処理法など

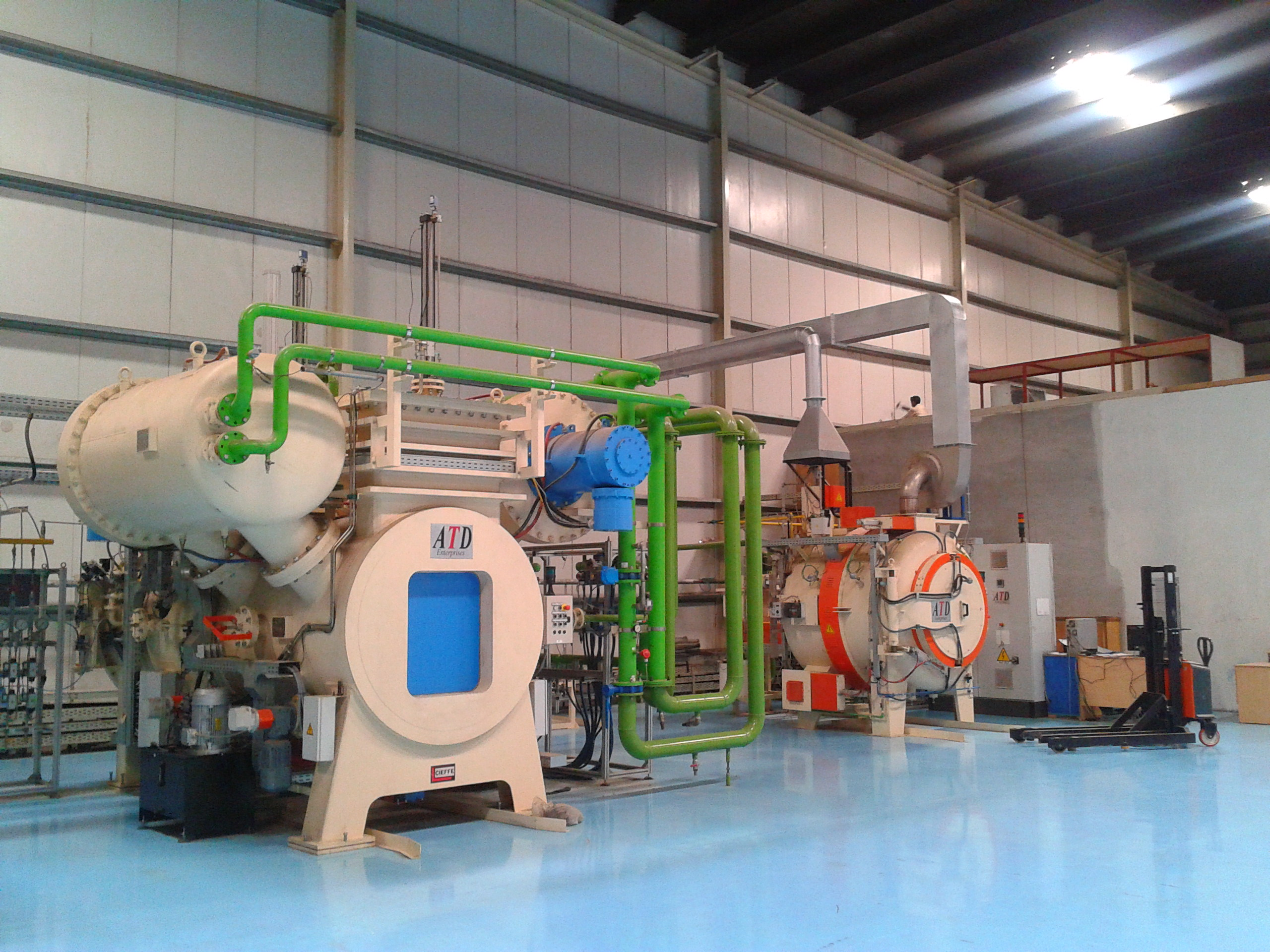
CNCガス浸炭炉の外観

手法として、固体浸炭、ガス浸炭、液体浸炭、真空浸炭（真空ガス浸炭）、プラズマ浸炭（イオン浸炭）などが存在する。
固体浸炭
木炭を炭素源とする。加工する金属を炭素と共に密閉し同時に加熱することによって発生する一酸化炭素が炭素源となる。このとき、反応促進剤として炭酸塩を添加することがある。簡易であるが、加工品質のばらつきが生ずるために現在では廃れている。
液体浸炭
シアン化ナトリウムを主成分とする無機塩を、高温で溶融させた塩浴によって浸炭を行う。シアン化ナトリウムが猛毒性である欠点があり、代替薬剤の開発が行われている。
ガス浸炭
二酸化炭素・水素・メタン・水蒸気などを主成分とするガスによって浸炭を行う。現在ではこの方法が主流である。
真空浸炭（真空ガス浸炭）
真空引きした後、浸炭用のガスを注入して加熱する方法。
プラズマ浸炭（イオン浸炭）
真空引きした後、浸炭用のガスを注入した後に高電圧をかけ、グロー放電によってガスをプラズマ化して浸炭を行う方法。

## 浸炭後の処理
浸炭後には焼入れ・焼き戻しにより硬化を行う。焼入れは高低温の2段階で行う方法（二段焼入れ）と1回で済ませる方法（直接焼入れ）がある。二段焼入れは、素材内外で炭素量が異なり、従ってオーステナイト変態温度も異なることを利用している。この方法は優れた性質が得られるが、直接焼入れでもそれに近い性質が得られるようになったため、現在ではあまり使われていない。
浸炭焼入れではしばしば残留オーステナイトが問題となる。被浸炭材の表面は炭素量が多いため、焼入れに伴って未変態のオーステナイトが残留しやすい。オーステナイト組織が存在していると変形・耐摩耗性の低下が発生し有害であるため、深冷処理などによってオーステナイト組織をマルテンサイト組織に変化させる必要がある。
焼入れや深冷処理に続いて、最後に焼き戻しを行うと一連の処理が完了する。量産部品の浸炭焼入れには、各処理を自動で連続的に行うようにした連続炉が用いられている。
浸炭の失敗例としては、浸炭が進行しすぎる「過剰浸炭」や、粗大な結晶の発生による欠陥などがある。

## 浸炭用鋼材
浸炭焼入れでは内部が低炭素であることが重要なため、一般的に低炭素鋼を対象に行われる。JISでは浸炭用の特別な炭素鋼として3種類の鋼材（S09CK、S15CK、S20CK）を規定している。炭素鋼で不十分な場合は合金鋼を用いる。合金鋼には炭素鋼のような浸炭専用の材種はないが、SMn・SCr・SCM材など各種合金鋼のうち、C量の少ないもの（約0.20 %以下）が浸炭焼入れの対象になる。